# وفلجم
وفلجم هي بلدية في بلجيكا، وقرية، تتبع فلاندرز الغربية، ودائرة كورتريك، بلغ عدد سكانها 31٬291 نسمة، في 2016، تبلغ مساحتها 38٫76 كيلومتر مربع، رمزها البريدي هو 8560.

## معرض صور

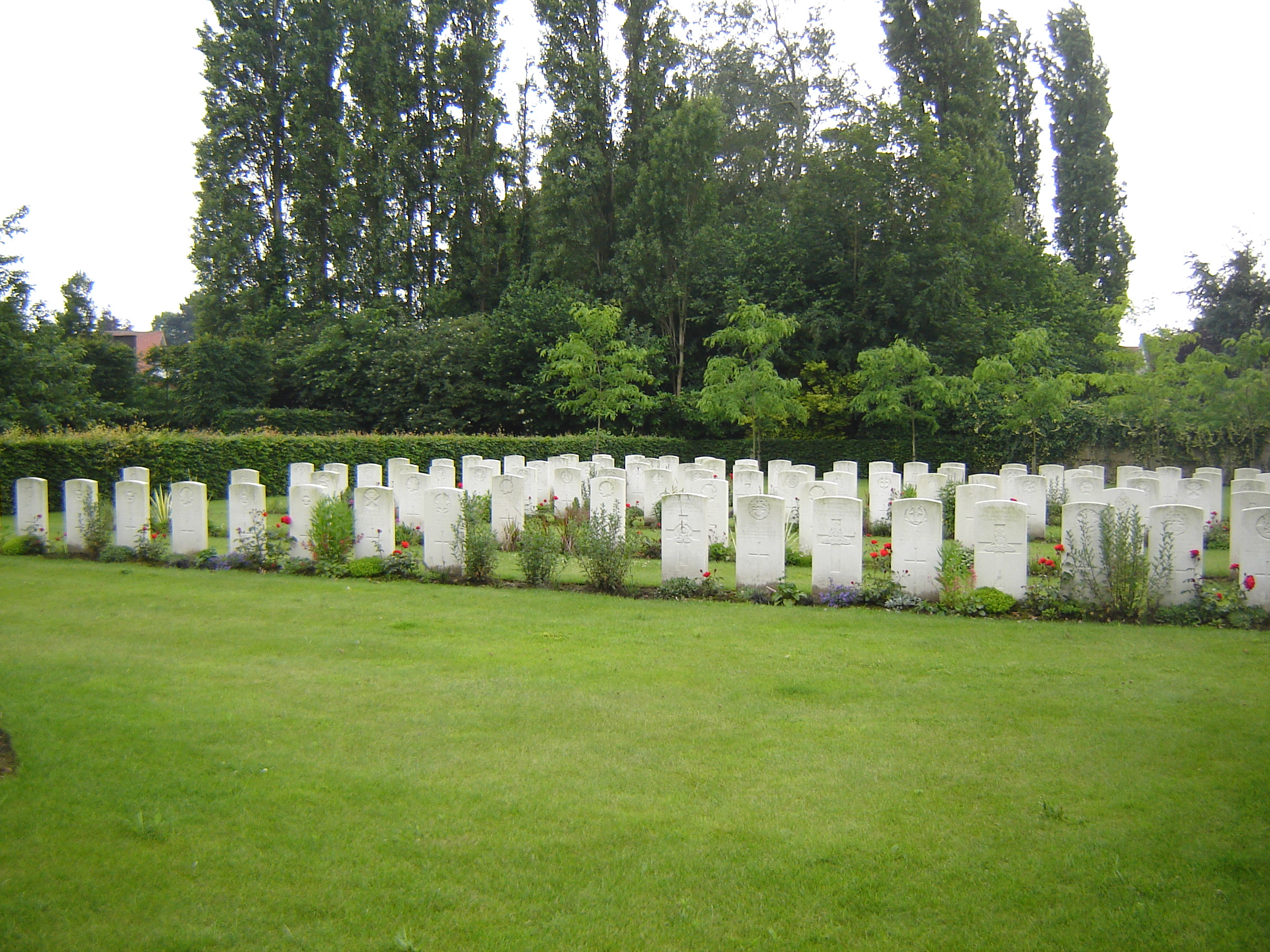
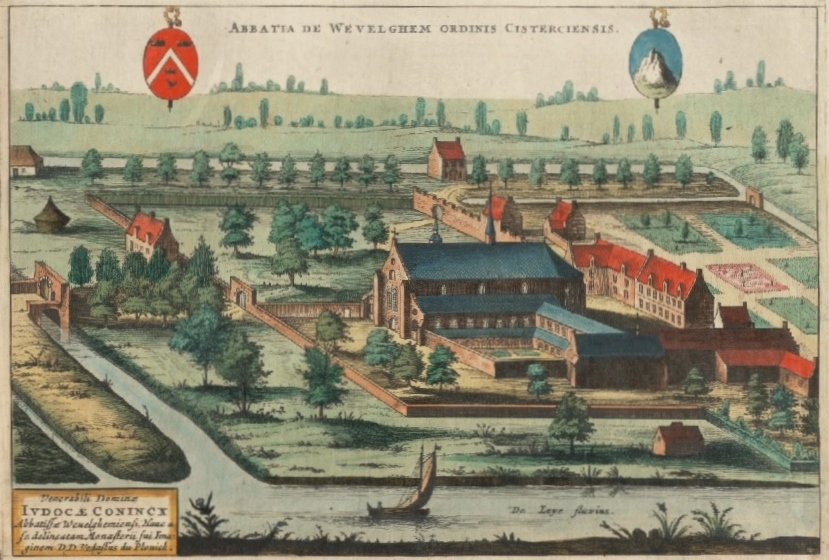
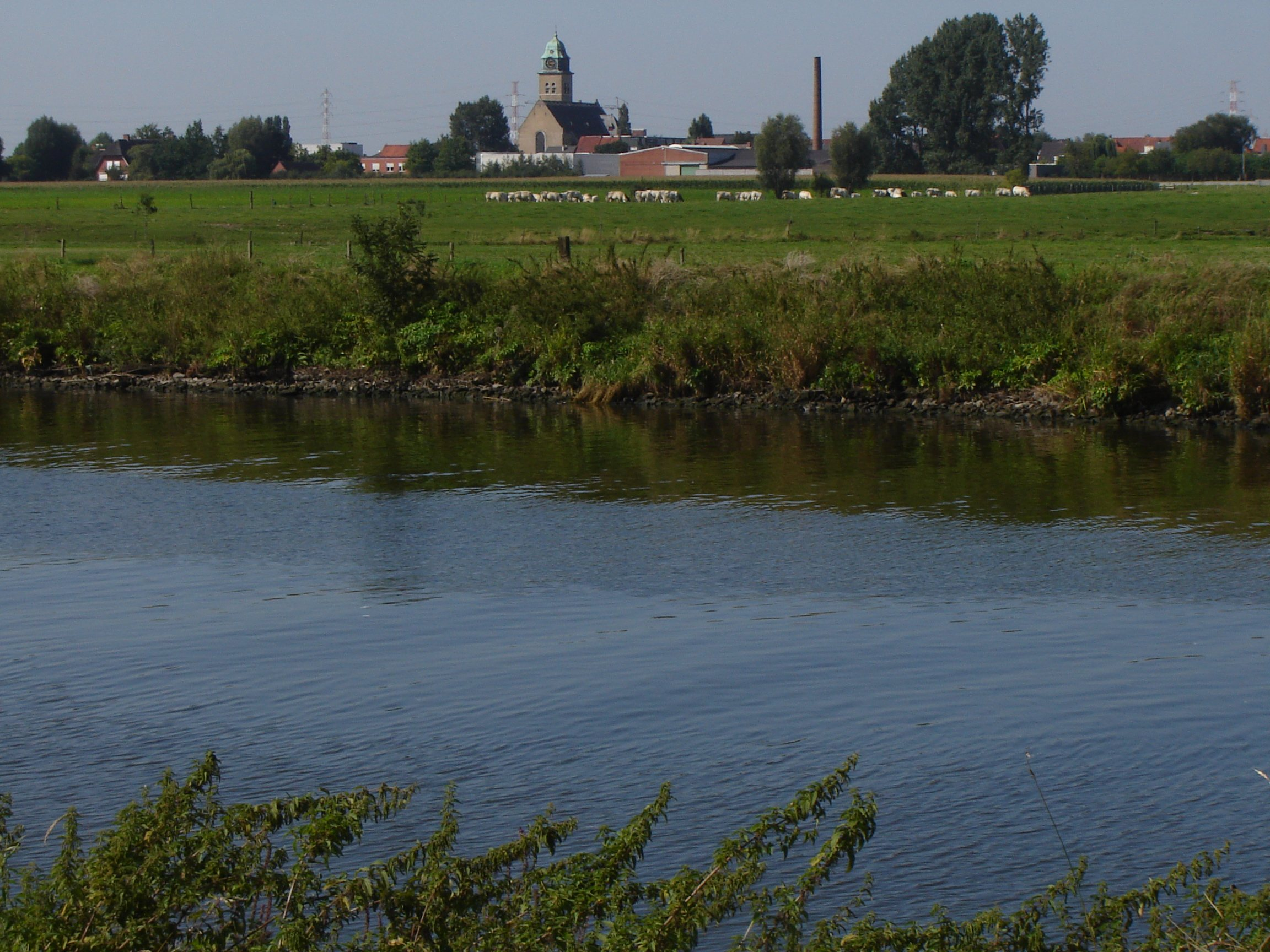

## الموقع
تشترك في الحدود مع:
- Ledegem [الإنجليزية]‏
- Wervik [الإنجليزية]‏
- كورتريك.